# Victor Margueritte
Pour les articles homonymes, voir Margueritte.
Victor Margueritte, né le 1er décembre 1866 à Blida et mort le 23 mars 1942 à Monestier (Allier), est un romancier et auteur dramatique français.

## Biographie
Victor Margueritte est le fils de Jean-Auguste Margueritte, héros de la guerre de 1870, et le frère de l'écrivain Paul Margueritte. Du côté de sa mère, il est aussi le petit-cousin de Stéphane Mallarmé. Il fait ses études au lycée d'Alger. Il s'engage en 1886 dans les spahis, avant d'entrer en 1891 à l’École militaire de Saumur, où il devient lieutenant de dragons. En 1896, il donne sa démission pour se consacrer à la littérature.
De 1896 à 1908, il collabore à toutes les œuvres de son frère Paul Margueritte qui, parallèlement, publie des ouvrages sous son seul nom. Il devient président honoraire de la Société des gens de lettres.
Il se montre préoccupé des questions sociales et est un ardent défenseur de l'émancipation des femmes, ainsi que du rapprochement des peuples. Il collabore notamment à La Revue contemporaine d'Édouard Rod. Il soutient des opinions sociales de plus en plus avancées et collabore aux journaux et périodiques dans la mouvance internationale et communiste.
La publication, en 1922, de son roman La Garçonne lui vaut de se voir retirer, le 1er janvier 1923, sa Légion d'honneur. Monique, le personnage de ce roman rapidement traduit en plusieurs langues, choque la société de l'époque, mais des adaptations au théâtre et au cinéma vont prolonger son succès pendant dix ans.
Victor Margueritte est un hôte assidu de Sainte-Maxime, dans le Var. Vers 1925, il achète, grâce aux droits d'auteur de La Garçonne (750 000 exemplaires vendus), une vaste propriété qui part de la mer et monte au sommet de la colline de Meinier, magnifiquement exposée au midi et ancien oppidum ligure. Il la baptise « Le Clos de la Madrague » en souvenir des pêches au thon qui se pratiquaient devant la propriété quelques années auparavant. La villa est réalisée par l'architecte René Darde. Le cadre, les plantations, la vue, les meubles, tout y est admirable et réalisé avec un goût exquis. L’écrivain réside dans son belvédère avec sa seconde épouse, Caroline Acezat (précédemment mariée à Edmond Guiraud) jusqu’en 1938. Les Maximois qui l’ont connu le décrivent comme un homme portant beau, toujours impeccablement habillé et qui fut fortement affecté par son affaire de retrait de Légion d’honneur.

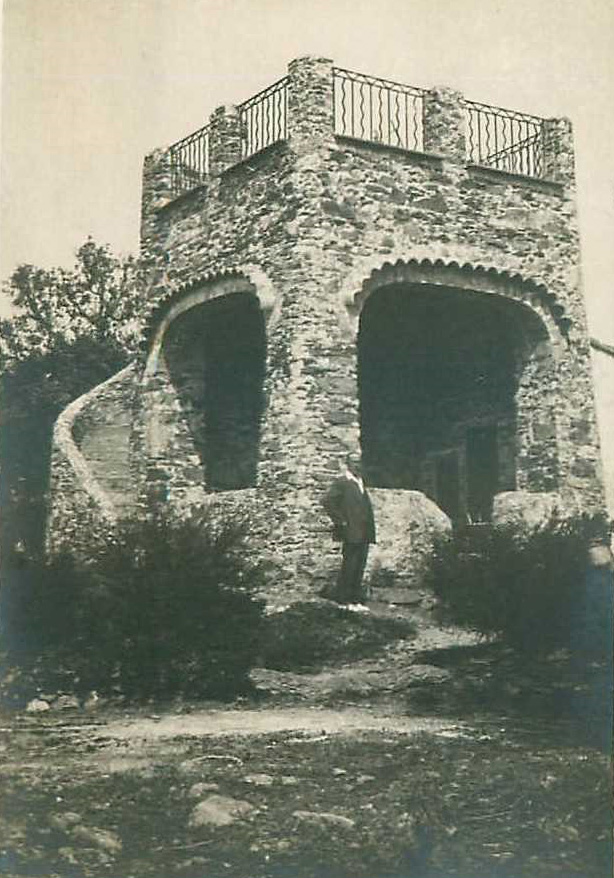
Victor Margueritte devant son « Clos de la Madrague » à Sainte-Maxime.

Pendant la Seconde Guerre mondiale, Victor Margueritte, fervent pacifiste, collabore avec l'Allemagne, au nom de la paix. Il signe en ce sens une lettre publiée en 1941 dans L'Œuvre, de Marcel Déat. Les historiens ont retrouvé dans les archives du ministère des Affaires étrangères allemand des bordereaux de versement d'argent provenant de l'achat massif des ouvrages de Victor Margueritte. De plus, bien avant la guerre, d'importantes sommes ont été investies par les Allemands dans toutes les revues pacifistes de Victor Margueritte, afin de les rendre viables et d'assurer leur propagande.
Il est enterré au cimetière de Monestier (Allier).

## Œuvres

Affiche de 1920 par Adrien Barrère pour la pièce Bétail humain.

### Romans
- Prostituée (1907)
- Le Talion (1908)
- Jeunes filles (1908)
- Le Petit Roi d'ombre (1909)
- Le Talion (1909)
- L'Or (1910)
- Le Journal d'un moblot (1912)
- Les Frontières du cœur (1912)
- La Rose des ruines (1913)
- La Terre natale (1917)
- La Bétail humain (1920)
- Un cœur farouche (1921)
- Le Soleil dans la geôle (1921)
- La Garçonne (1922) - [La femme en chemin]
- Le Compagnon (1923) - [La femme en chemin]
- Le Couple (1924) - La femme en chemin (la publication de ce troisième roman clôtura une trilogie à laquelle il donna alors ce nom)
- Vers le bonheur. Ton corps est à toi (1927)
- Vers le bonheur. Le Bétail humain (1928)
- Vers le bonheur. Le Chant du berger (1930)
- Non ! roman d'une conscience (1931)
- Debout les vivants ! (1932)
- Nos égales. Roman de la femme d'aujourd'hui (1933)
- Du sang sur l'amour (1934)
- Babel (1934)

### Essais
- Pour mieux vivre (1914)
- J.-B. Carpeaux (1914)
- Au bord du gouffre, août-septembre 1914 (1919)
- La Voix de l'Égypte (1919)
- La Dernière Guerre : les Criminels (1925)
- Jean-Jacques et l'amour (1926)
- Un grand Français. Le général Margueritte. Avec des pages de Paul Margueritte extraites de : Mon père. Centenaire algérien (1930)
- La Patrie humaine (1931)
- Aristide Briand (1932)
- Les Femmes et le désarmement et de l'immortalité en littérature (1932)
- Avortement de la S.D.N. (1936)
- Le Cadavre maquillé. La S.D.N. (mars-septembre 1936) (1936)

### Varia
- La Belle au bois dormant (1896), féerie en un acte et en vers
- La Double Méprise, ou le Pire n'est pas toujours certain, d'après Calderon, comédie en 4 actes, en vers, Paris, Théâtre de l'Odéon, 17 mars 1898
- Au Fil de l'heure (1896), recueil de vers
- L'Imprévu, comédie en 2 actes, Paris, Comédie-Française, 19 février 1910
- La Mère, pièce en un prologue et huit tableaux, d'après le roman de Maxime Gorki, Paris, Théâtre de la Renaissance, 15 mai 1937
- Nocturnes, poèmes (1944)

### Avec Paul Margueritte
- La Pariétaire (1896)
- Le Carnaval de Nice (1897)
- Poum, aventures d'un petit garçon (1897)
- Une époque (4 volumes, 1897-1904)
  - Le Désastre (Metz, 1870)
  - Les Tronçons du glaive (La défense nationale, 1870-71)
  - Les Braves Gens (Épisodes, 1870-71)
  - La Commune (Paris, 1871)
- Femmes nouvelles (1899)
- Le Poste des neiges (1899)
- Mariage et divorce (1900)
- Les Deux Vies (1902)
- Le Jardin du Roi (1902)
- L'Eau souterraine (1903)
- Zette, histoire d'une petite fille (1903)
- Histoire de la guerre de 1870-71 (1903)
- Le Prisme (1905)
- Quelques idées : le mariage libre, autour du mariage, pèlerins de Metz, l'oubli et l'histoire, les charges de Sedan, l'officier dans la nation armée, l'Alsace-Lorraine (1905)
- Le Cœur et la Loi, pièce en 3 actes, Paris, Théâtre de l'Odéon, 9 octobre 1905
- Sur le vif (1906)
- Vanité (1907)
- L'Autre, pièce en 3 actes, Paris, Comédie-Française, 9 décembre 1907
- Nos tréteaux. Charades de Victor Margueritte. Pantomimes de Paul Margueritte (1910)
- Les Braves Gens. La Chevauchée au gouffre (Sedan) (1935)

## Adaptations au cinéma
- L'Imprévu, comédie en 2 actes créée à la Comédie-Française le 19 février 1910 a été adaptée au cinéma par Léonce Perret en 1917 : L'Imprévu avec Henry Roussel, Paul Guidé et Marcelle Géniat.
- La Garçonne (1923), film d'Armand Du Plessy. Censuré à sa sortie.
- La Garçonne (1936), film de Jean de Limur.
- La Garçonne (1957), film de Jacqueline Audry.
- La Garçonne (1988), téléfilm de Étienne Périer.